# بیتا فیاضی
بیتا فیاضی (زادهٔ ۱۹۶۲) مجسمه‌ساز و هنرمند تجسمی و سرامیک اهل ایران است که بیشتر به‌خاطر آثار حجیم و نمایشی‌اش با مصالح گوناگون شناخته می‌شود. او در تهران زندگی و تدریس می‌کند.